# Джерокайское сельское поселение
Джерокайское сельское поселение — муниципальное образование в составе Шовгеновского района Республики Адыгея Российской Федерации.
Административный центр — аул Джерокай.
Площадь 58,7 км².

## Население
| 2002  | 2010  | 2011  | 2012  | 2013  | 2014  | 2015  |
| ----- | ----- | ----- | ----- | ----- | ----- | ----- |
| 1632  | ↘1614 | →1614 | ↘1608 | ↗1612 | ↘1602 | ↘1582 |
| 2016  | 2017  | 2018  | 2019  | 2020  | 2021  | 2023  |
| ↘1552 | ↘1531 | ↘1515 | ↘1512 | ↘1499 | ↘1489 | ↘1482 |
| 2024  |       |       |       |       |       |       |
| ↗1493 |       |       |       |       |       |       |

## Состав
| № | Населённый пункт   | Тип населённого пункта      | Население |
| - | ------------------ | --------------------------- | --------- |
| 1 | Джерокай           | аул, административный центр | ↗1069     |
| 2 | Свободный Труд     | хутор                       | ↗311      |
| 3 | Семёно-Макаренский | хутор                       | ↘113      |

## Национальный состав
По переписи населения 2010 года из 1 614 проживающих в сельском поселении, 1 587 человек указали свою национальность:
| Национальность | %       | Численность |
| -------------- | ------- | ----------- |
| Адыгейцы       | 73,72 % | 1 170       |
| Русские        | 23,94 % | 380         |
| Армяне         | 1,07 %  | 17          |
| Украинцы       | 0,63 %  | 10          |
| Черкесы        | 0,38 %  | 6           |
| Азербайджанцы  | 0,25 %  | 4           |

По данным переписи населения 2021 года из 1489 проживающих в сельском поселении, 1475 человека указали свою национальность
:
| Народ           | Численность, чел. | Доля от населения, % |
| --------------- | ----------------- | -------------------- |
| Адыги (Черкесы) | 1 034             | 70,10 %              |
| Русские         | 383               | 25,97 %              |
| Армяне          | 27                | 1,83 %               |